# Talar lekki
Talar lekki – srebrna moneta polska o wartości 40 groszy, wybita za Zygmunta III Wazy w 1620 r., o zawartości 12,612 grama czystego srebra, w niedużych nakładach, tymi samymi stemplami co „ciężkie” talary koronne.